# CV-12
CV-12 'Ares del Maestre - Morella', oficialmente llamada Ares del Maestrat - Morella, es una carretera valenciana que conecta la CV-15 próxima a Ares del Maestre con el norte de la provincia de Castellón y la N-232 en Morella.

## Nomenclatura
La carretera CV-12 pertenece a la red de carreteras de la Generalidad Valenciana. Su nombre está formado por el código CV, que indica que es una carretera autonómica de la Comunidad Valenciana, y el dígito 12, número que recibe según el orden de nomenclaturas de las carreteras de la CV.

## Trazado actual
Comienza en el kilómetro 56 de la carretera autonómica CV-15, a dos kilómetros de Ares del Maestre. A pocos metros de su comienzo, sale la carretera CV-124, dirección Castellfort. Atraviesa alguna zona de montaña de poca importancia, con alguna curva muy peligrosa, pero bien señalizadas.
Finaliza en un cruce en Hostal Nou, con la N-232, sentido Vinaroz y sentido Morella y Zaragoza.

### Recorrido
| Velocidad | Esquema                                    | Esquema | Esquema                                       | Notas |
| --------- | ------------------------------------------ | ------- | --------------------------------------------- | ----- |
|           | CV-15 Ares del Maestre Puebla Tornesa      |         | CV-15 Villafranca La Iglesuela del Cid        |       |
|           | Comienzo de la carretera CV-12 kilómetro 0 |         | Fin de la carretera CV-12 kilómetro 0         |       |
|           |                                            |         | CV-124 Castellfort Cinctorres                 |       |
|           |                                            |         | camino Rambla de la Cana Cinctorres - Forcall |       |
|           | Puerto de montaña                          |         | Puerto de montaña                             |       |
|           | N-232 puerto de Querol Chert - Vinaroz     |         | N-232 Morella - Alcañiz Zaragoza              |       |

## Actuaciones sobre la CV-12

### Actuaciones realizadas
No se han realizados actuaciones de importancia en esta carretera últimamente.

### Futuras actuaciones
- La CV-12 entra dentro de las carreteras de la Generalitat Valenciana que en un futuro próximo serán mejoradas para adaptarlas a la velocidad de 100km/h (actualmente el límite es de 90km/h).